# Дрнек
Дрнек (хорв. Drnek) — населений пункт у Хорватії, у Загребській жупанії у складі громади Орле.

## Населення
Населення за даними перепису 2011 року становило 308 осіб.
Динаміка чисельності населення поселення:

## Клімат
Середня річна температура становить 10,75 °C, середня максимальна – 25,22 °C, а середня мінімальна – -6,27 °C. Середня річна кількість опадів – 865 мм.
| Клімат поселення                              | Клімат поселення | Клімат поселення | Клімат поселення | Клімат поселення | Клімат поселення | Клімат поселення | Клімат поселення | Клімат поселення | Клімат поселення | Клімат поселення | Клімат поселення | Клімат поселення | Клімат поселення |
| Показник                                      | Січ.             | Лют.             | Бер.             | Квіт.            | Трав.            | Черв.            | Лип.             | Серп.            | Вер.             | Жовт.            | Лист.            | Груд.            |                  |
| Середній максимум, °C                         | 6,26             | 8,37             | 12,96            | 17,47            | 22,27            | 25,22            | 24,44            | 23,73            | 19,95            | 14,80            | 9,12             | 5,06             |                  |
| Середня температура, °C                       | −0,01            | 2,10             | 6,70             | 11,20            | 16,01            | 18,96            | 20,59            | 19,88            | 16,10            | 10,94            | 5,28             | 1,23             |                  |
| Середній мінімум, °C                          | −6,27            | −4,17            | 0,42             | 4,94             | 9,75             | 12,70            | 16,75            | 16,03            | 12,25            | 7,08             | 1,44             | −2,64            |                  |
| Норма опадів, мм                              | 51               | 48               | 57               | 67               | 77               | 91               | 77               | 84               | 80               | 83               | 86               | 64               |                  |
| Середньомісячна швидкість вітру, м/с          | 1.80             | 2.00             | 2.40             | 2.30             | 2.10             | 1.90             | 1.90             | 1.70             | 1.70             | 1.80             | 1.81             | 1.80             |                  |
| Середньомісячна сонячна радіація, кДж/м²·день | 4162             | 6910             | 10575            | 15066            | 19179            | 21217            | 22227            | 19444            | 14302            | 8768             | 4563             | 3361             |                  |
| --------------------------------------------- | ---------------- | ---------------- | ---------------- | ---------------- | ---------------- | ---------------- | ---------------- | ---------------- | ---------------- | ---------------- | ---------------- | ---------------- | ---------------- |
| Джерело:                                      |                  |                  |                  |                  |                  |                  |                  |                  |                  |                  |                  |                  |                  |